# Jaćmierz

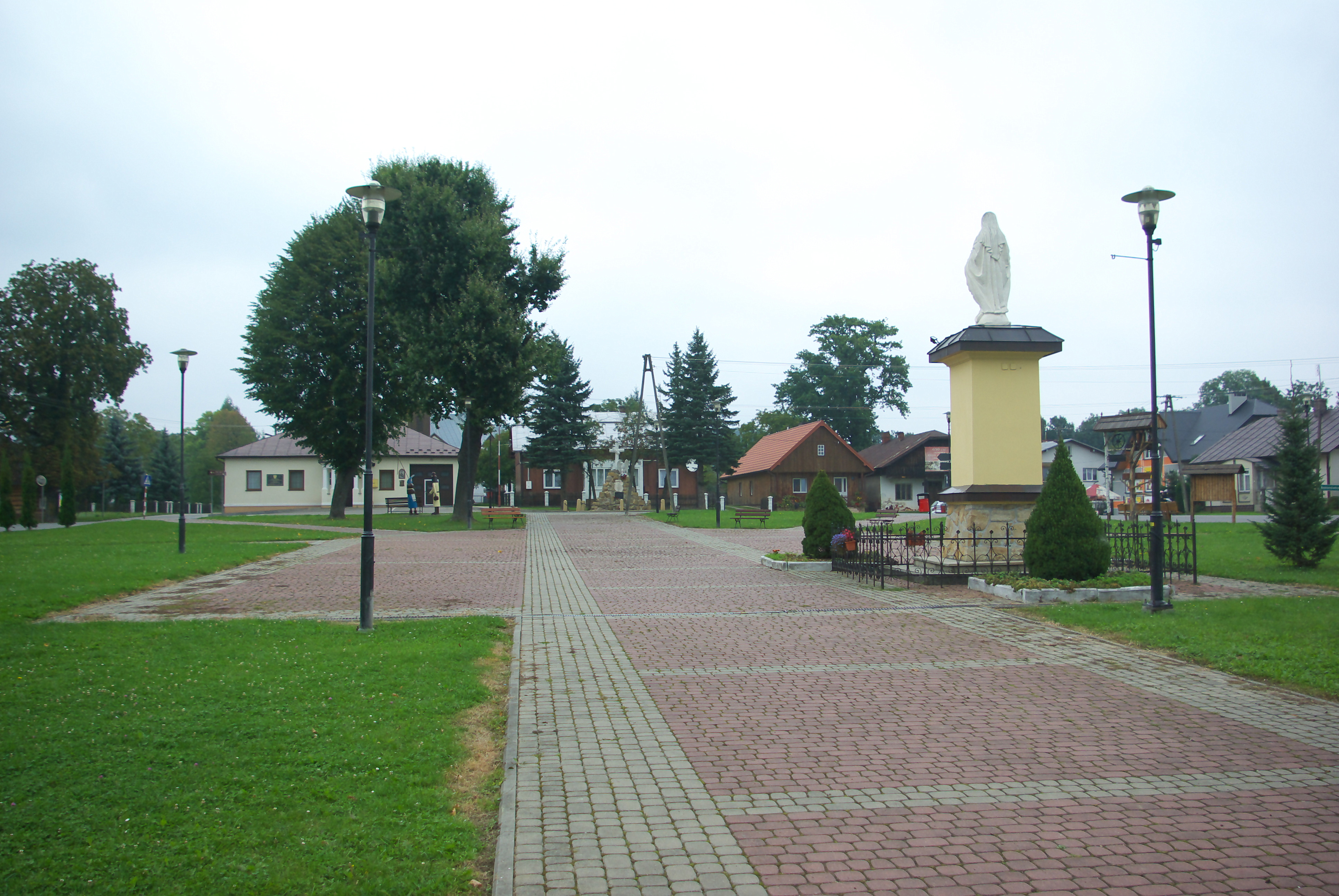
Marktplatz

Jaćmierz ist eine Ortschaft mit einem Schulzenamt der Gemeinde Zarszyn im Powiat Sanocki der Woiwodschaft Karpatenvorland in Polen.

## Geographie
Der Ort liegt im Sanoker Flachland. Die Nachbarorte sind Wzdów im Nordwesten, Górki im Nordosten, Posada Jaćmierska im Südosten, Besko im Südwesten.

## Geschichte
Im Jahr 1390 wurde das Dorf Jaczimirz (heute Posada Jaćmierska) erstmals urkundlich erwähnt, als es vom König Władysław II. Jagiełło dem deutschstämmigen Ritter Fryderyk My(s)snar aus Meißen zum Lehen gegeben wurde. Zwischen den Jahren 1428 und 1436 wurde die Stadt (Oppido) mit Namen Jaćmierz (Iaczymyrz) gegründet. Der Name ist vom Personennamen Jacze(-i)mirz > Jaćmierz, ruthenisch Jačimir > Jačmir, abgeleitet.
Im 15. Jahrhundert hatte die Stadt etwa 300 Einwohner, darunter Polen, Ruthenen (Ukrainer), Deutsche, sowie Ungarn, obwohl der NS-Historiker Kurt Lück die Prozentzahl der deutschen Bewohner auf 3/4 schätzte. Eng mit der Stadt war das Dorf bzw. die Vorstadt Posada Jaćmierska gesellschaftlich verbunden, also lässt sich deutsche Ansiedlung in beiden Orten vermuten, obwohl das in Posada Jaćmierska schwierig bestimmbar ist.
Bei der Ersten Teilung Polens kam Jaćmierz 1772 zum neuen Königreich Galizien und Lodomerien des habsburgischen Kaiserreichs (ab 1804). Ab dem Jahr 1855 gehörte Jaćmierz zum Bezirk Sanok. Im Jahr 1900 hatte die Marktstadt 668 Einwohner, davon alle römisch-katholisch und polnischsprachig.
Im Ersten Weltkrieg im Jahr 1915 (Schlacht bei Gorlice-Tarnów) wurde das Städtchen, wie auch Zarszyn, zum großen Teil zerstört und verlor das Stadtrecht im Jahr 1934.
Nach dem Jahr 1919 kam es zu einem Konflikt zwischen den Bewohnern von Jaćmierz und Bażanówka und dem Bischof u. a. wegen der Unrichtigkeiten mit dem Verkauf des kirchlichen Eigentums. Unter den Bewohnern gab es viele Reemigranten aus den Vereinigten Staaten, die mit der Polish National Catholic Church of America vertraut waren. Sie gründeten 1921 die bis heute älteste polnische Pfarrgemeinde der Polnisch-Katholischen Kirche (der Altkatholischen Kirche in Polen). In den 1930er Jahren wurde die Pfarrei in Jaćmierz ausgegliedert. Heute gehören beide zum Dekanat Karpatenvorland der Diözese Krakau-Tschenstochau.
Von 1975 bis 1998 gehörte das Dorf zur Woiwodschaft Krosno.